# Ярослав IV фон Шеленберг
Ярослав IV фон Шеленберг (на немски: Jaroslaw IV von Schellenberg; * 11 ноември 1480; † 14 март 1550 или 1556) е благородник от род Шеленберг от днешното Княжество Лихтенщайн. Фамилията живее в Чехия.
Той е вторият син на Йохан II фон Шеленберг, херцог на Ягерндорф († 1508) и съпругата му Йохана фон Щраз († 18 февруари 1495), дъщеря на Георг фон Щраз († 1474).
Брат е на Георг ’Стари’ фон Шеленберг, херцог на Ягерндорф (* 31 май 1475; † 4 март 1526), женен за Хелена фон Аушвиц (* 1478/1480; † сл. 1524). Сестра му фрайин Юдит фон Шеленберг и Кост (* ок. 1477) е омъжена за Албрехт фон Лесковец.
Ярослав IV фон Шеленберг умира на 69 години на 14 март 1550 г. или на 75 години на 14 март 1556 г.

## Фамилия
Ярослав IV фон Шеленберг се жени за Катарина фон Плауен († 1520), дъщеря на Хайнрих II фон Плауен бургграф на Майсен (1417 – 1484) и Анна фон Бюнау († сл. 1480). Те имат две дъщери:
- Хедвиг фон Шеленберг († 15 август 1535), омъжена пр. 1528 г. за Йохан/Ян 'Богатия' фон Пернщайн, граф фон Глац (* 1487 в Моравски Крумлов; † 8 септември 1548 в Моравия)
- Маргарета фон Шеленберг, фрайин, омъжена 1523 г. за Ян Тркцка з Липа (* ок. 1490; † 16 август 1540)

Ярослав IV фон Шеленберг се жени втори път сл. 1520 г. за Анна Крагирц фон Крайгк, дъщеря на Гьорги Крогирц фон Крайгк, господар на Ландщайн († 1492) и Аполония фон Пуххайм († 1495). Бракът е бездетен.